# Isabel Hodgins
Isabel Victoria Hodgins es una actriz inglesa, más conocida por interpretar a Victoria Sugden en la serie Emmerdale Farm.

## Biografía
Es hija de Karen Hodgins, y tiene dos hermanos mayores: Adam y Charlotte Hodgins.
Sale con el actor Michael Parr.

## Carrera
El 21 de agosto de 2006, se unió al elenco de la exitosa serie británica Emmerdale Farm, donde interpreta a Victoria Sugden hasta ahora.

## Filmografía

### Series de televisión
| Año             | Título         | Personaje       | Notas         |
| --------------- | -------------- | --------------- | ------------- |
| 2006 - presente | Emmerdale Farm | Victoria Sugden | 980 episodios |

## Premios y nominaciones
| Año  | Categoría                                                               | Premio             | Serie          | Resultado |
| ---- | ----------------------------------------------------------------------- | ------------------ | -------------- | --------- |
| 2009 | Best Dramatic Performance from a Young Actor or Actress                 | British Soap Award | Emmerdale Farm | Nominada  |
| 2009 | Spectacular Scene of the Year (junto a Lee Salinsbury & Luke Tittensor) | British Soap Award | Emmerdale Farm | Ganadores |
| 2007 | Spectacular Scene of the Year (junto a David Crellin & Duncan Foster)   | British Soap Award | Emmerdale Farm | Nominados |